# کلیسای انگلستان
کلیسای انگلستان (به انگلیسی: Church of England) کلیسای رسمی مسیحی در انگلستان و کلیسای مادر «همبستگی جهانی انگلیکن» است.
کلیسای انگلستان در سال ۱۵۳۴ که هنری هشتم نتوانست اجازه فسخ نکاح ازدواجش با کاترین آراگون را بگیرد، اقتدار پاپ را انکار کرد.
از زمان اصلاحات انگلیسی، کلیسای انگلستان از زبان انگلیسی در نیایش‌سرایی استفاده کرده است. کلیسای انگلستان به عنوان یک کلیسای وسیع، از نحله‌های دکترینی متعددی تشکیل شده است. سنت‌های اصلی آن آنگلو-کاتولیسیزم، کلیسای علیا، کلیسای مرکزی، و کلیسای سفلی هستند که این آخری دارای یک جناح انجیلی در حال رشد است. تنش‌ها بین محافظه کاران و لیبرال‌های الهیاتی در مباحثاتی چون کاهنی زنان و همجنسگرایی بروز پیدا می‌کند. پادشاه بریتانیا (هم‌اکنون چارلز سوم) رئیس عالی کلیسای انگلستان و اسقف اعظم کانتربری (هم‌اکنون جاستین ولبی) عالی‌ترین روحانی آن است. ساختار حاکم بر کلیسا مبتنی بر اسقف نشین هاست، که یک اسقف بر راس هر یک قرار دارد. در هر اسقف نشین پریش‌های محلی وجود دارند. شورای عمومی کلیسای انگلستان بدنه تقنینی کلیساست و از اسقف‌ها، روحانیون و دیگر اعضای غیر روحانی تشکیل شده است. مصوبات آن باید توسط مجلس بریتانیا به تصویب برسند.
این کلیسا از دولت بریتانیا پولی دریافت نمی‌کند؛ ولی درآمد ناشی از اعانه‌ها، از سال ۲۰۰۵، بالغ بر ۹۰۰ میلیون پوند می‌گردد.

## تاریخچه

### پیدایش مسیحیت در انگلستان
مسیحیت در انگلستان به دوران روم باستان بازمی‌گردد، و اولین شواهد آن مربوط به قرن سوم میلادی است. پس از سقوط امپراتوری روم، انگلستان به دست آنگلو-ساکسون‌های بت‌پرست فتح شد و کلیسای سلتیک به مناطق کورنوال و ولز محدود شد. در سال ۵۹۷ میلادی، پاپ گریگوری اول گروهی از مبلغین را به انگلستان فرستاد تا آنگلو-ساکسون‌ها را به مسیحیت دعوت کنند. این مأموریت به رهبری آگوستین، اولین اسقف اعظم کانتربری، آغازگر تاریخ رسمی کلیسای انگلستان شناخته می‌شود.

### تعارض کلیساهای سلتی و رومی
در شمال انگلستان، کلیساهای سلتی و رومی بر سر مسائل دینی همچون تاریخ عید پاک و آداب غسل تعمید با یکدیگر اختلاف داشتند. در سال ۶۶۴ میلادی، شاه اوسیوی از نورثامبریا شورای ویتبی را برای حل این اختلافات تشکیل داد. او تصمیم گرفت که نورثامبریا از سنت رومی پیروی کند، چرا که پطرس مقدس و جانشینانش در روم کلیدهای بهشت را در اختیار دارند.

### کاتولیسیسم در دوران قرون وسطی
در قرون وسطی، کاتولیسیسم بخش جدایی‌ناپذیر زندگی و فرهنگ انگلیسی بود. کلیسا با مدیریت سلسله‌مراتبی از اسقف‌ها و پاپ در روم، بر ۹۰۰۰ پاریش انگلستان نظارت داشت. آموزه‌های کاتولیکی بر پایه اعطای فیض الهی از طریق هفت آیین مقدس بود و مراسم عشای ربانی به عنوان تکرار فداکاری مسیح روی صلیب شناخته می‌شد. دعا برای ارواح در برزخ و استفاده از آمرزش‌نامه‌ها برای کاهش زمان در برزخ از دیگر جنبه‌های باورهای کاتولیکی بود.

### اصلاحات هنری هشتم
در سال ۱۵۲۷، هنری هشتم که خواهان وارث مذکر بود، از پاپ درخواست لغو ازدواج با کاترین آراگون را کرد. پس از امتناع پاپ، هنری از پارلمان برای تثبیت اقتدار سلطنتی بر کلیسا استفاده کرد. در سال ۱۵۳۴، قانون برتری پاپ را از کلیسا حذف کرد و هنری را به عنوان رئیس کلیسای انگلستان معرفی کرد. اگرچه باورهای مذهبی هنری همچنان به کاتولیسیسم نزدیک بود، او با پروتستان‌ها متحد شد تا اقتدار سلطنتی بر کلیسا را تثبیت کند.

### تغییرات دوران ادوارد ششم و الیزابت اول
در دوران ادوارد ششم، اصلاحات پروتستانی به اوج رسید و آموزه‌های کلیسا بر مبنای ایمان تنها تعریف شد. کتاب دعای عمومی و مقالات سی‌ونه‌گانه که توسط توماس کرانمر تهیه شد، مبنای آموزه‌های انگلیکانیسم پس از اصلاحات شدند. در دوران الیزابت اول، کلیسا دوباره به اصول پیش از مرگ ادوارد بازگشت و سازش مذهبی الیزابتی کلیسای انگلستان را به عنوان یک کلیسای پروتستان با رویکردی معتدل تثبیت کرد.

### تحولات دوران استوارت و اتحاد با ایرلند
در دوره استوارت، نزاع برای کنترل کلیسا به جنگ داخلی انگلستان منجر شد. پس از پیروزی سلطنت‌طلبان، کلیسای انگلستان به جایگاه پیشین خود بازگشت. در سال ۱۸۰۰، کلیسای انگلستان و کلیسای ایرلند با هم متحد شدند، اما این اتحاد در سال ۱۸۷۱ به پایان رسید. همزمان با گسترش امپراتوری بریتانیا، شاخه‌های کلیسای انگلستان در مستعمرات ایجاد شدند و اصول و مراسم کلیسا به سرزمین‌های جدید منتقل شد.

### لغو خلع از مقام روحانیت برای مجرمان محکوم‌شده
در اوایل قرن بیست‌ویکم، با هدایت روآن ویلیامز و تحت فشار نمایندگان اتحادیهٔ روحانیون، مجازات کلیسایی برای خلع مقام روحانی مجرمان محکوم‌شده از قوانین انضباطی روحانیون در سال ۲۰۰۳ کنار گذاشته شد. اتحادیهٔ روحانیون استدلال کرد که این مجازات برای قربانیان اشتباهات احتمالی در دادرسی‌های کیفری ناعادلانه است، زیرا مجازات کلیسایی برگشت‌ناپذیر محسوب می‌شود. هرچند روحانیون می‌توانند برای همیشه از انجام وظایف خود منع شوند، اما همچنان به‌عنوان کشیش باقی می‌مانند.

### کاهش مداوم حضور در کلیسا و واکنش کلیسا
کاهش حضور مردم در مراسم کلیسایی نگرانی‌هایی را برای کلیسای انگلستان به همراه داشته است، اما اسقف سارا مولالی تأکید دارد که این مسئله لزوماً نباید موجب ناامیدی شود. او معتقد است که مردم می‌توانند بدون حضور در کلیسا نیز پیام مسیحیت را دریافت کنند، برای مثال از طریق شبکه‌های اجتماعی یا پروژه‌های اجتماعی مانند کافه‌های جامعه‌محور. علاوه بر این، هر ساله حدود ۹٫۷ میلیون نفر از کلیساهای انگلستان بازدید می‌کنند و حدود ۱ میلیون دانش‌آموز در مدارس وابسته به این کلیسا تحصیل می‌کنند. با وجود این، در سال ۲۰۱۵ اسقف‌های اعظم کانتربری و یورک هشدار دادند که اگر روند نزولی عضویت معکوس نشود، کلیسای انگلستان قادر به ادامهٔ کار به شکل کنونی نخواهد بود. آمارها نشان می‌دهد که تعداد شرکت‌کنندگان در مراسم یکشنبه طی ۴۰ سال گذشته به نصف کاهش یافته و به حدود ۸۰۰ هزار نفر رسیده است. همچنین میانگین سن روحانیون به‌طور قابل توجهی افزایش یافته و حدود ۴۰ درصد از آنان در دههٔ آینده بازنشسته خواهند شد.
در سال ۲۰۱۵، کلیسای انگلستان اذعان کرد که پرداخت حقوقی کمتر از دستمزد معیشتی به کارکنان خود موجب شرمندگی است. این در حالی است که این کلیسا پیش‌تر از تمامی کارفرمایان خواسته بود حداقل این میزان را به کارکنان خود بپردازند. اسقف اعظم کانتربری تأیید کرد که این تنها موردی نیست که کلیسا در آن از استانداردهای خود فاصله گرفته است.

## نقش در مسیحیت
کلیسای انگلستان، به عنوان یکی از شاخه‌های برجسته مسیحیت، تأثیر بسزایی در شکل‌گیری الهیات پروتستانی و حفظ سنت‌های کاتولیکی داشته است. توماس کرانمر، یکی از اصلاح‌طلبان پروتستان برجسته، نقش کلیدی در تدوین اصول سی و نه‌گانه ایمان، کتاب نیایش‌های عمومی، و کتاب خطابه‌ها ایفا کرد. این آثار به عنوان ستون‌های اصلی الهیات کلیسای انگلستان شناخته می‌شوند و آموزه‌های مسیحی این کلیسا را بر مبنای کتاب مقدس، تعالیم پدران کلیسا، و مصوبات شوراهای جهانی الهیاتی تعریف می‌کنند. 
ماهیت دینی کلیسای انگلستان تا حد زیادی نتیجه تسویه الیزابتی است که در آن، کلیسا به‌عنوان یک مسیر میانه بین دو شاخه پروتستانی – لوترانیسم و مسیحیت اصلاح‌شده – شناخته شد. این کلیسا بر اصل اصلاح‌طلبی تأکید دارد که کتاب مقدس را به‌عنوان منبع نهایی ایمان و نجات معرفی می‌کند. اصول سی و نه‌گانه ایمان، بیانیه رسمی اعتقادی کلیسا است. با این حال، کلیسای انگلستان سه مرتبهٔ خدمتی (اسقف‌ها، کشیش‌ها، و شمایل‌های مذهبی) و جانشینی رسولی را حفظ کرده است که آن را به‌عنوان ترکیبی از ویژگی‌های اصلاح‌شده و کاتولیکی معرفی می‌کند.
کلیسای انگلستان به دلیل تحمل گستره‌ای از دیدگاه‌های مذهبی، از لیبرال تا محافظه‌کار، شهرت دارد. این تساهل باعث شده که گروه‌های مختلف مذهبی مانند سنت‌گرایان کاتولیکی و اصلاح‌طلبان پروتستانی در کنار یکدیگر فعالیت کنند. سه جریان اصلی فکری در این کلیسا شامل کلیسای بلند (Anglo-Catholic)، کلیسای کوتاه (Evangelical Anglican)، و کلیسای وسیع (Broad Church) هستند. جریان کلیسای بلند بر تداوم سنت‌های کلیسای کاتولیک پیش از اصلاحات و اهمیت آیین‌های قدیمی تأکید دارد، در حالی که جریان کلیسای کوتاه بیشتر به جنبه‌های پروتستانی و نقش کتاب مقدس، ایمان شخصی، و موعظه توجه دارد. جریان کلیسای وسیع نیز بر استفاده از خرد و توسعه باورهای مسیحی برای پاسخ به پیشرفت‌های بشری تمرکز می‌کند.
از دیدگاه تاریخی، کلیسای انگلستان همواره تلاش کرده است تا میان سنت‌های قدیمی و نیازهای جدید تعادل برقرار کند. حرکت آکسفورد در قرن نوزدهم موجب تقویت سنت کاتولیکی این کلیسا شد، در حالی که جنبه‌های اصلاح‌شده همچنان حفظ شدند. تنوع دیدگاه‌ها و انعطاف‌پذیری کلیسا در پذیرش تغییرات اجتماعی و سیاسی از دیگر ویژگی‌های بارز این کلیسا است.
امروزه، کلیسای انگلستان همچنان به‌عنوان نهادی تأثیرگذار در جامعه مذهبی و فرهنگی بریتانیا فعالیت دارد. افزایش تعداد شرکت‌کنندگان در کلیساهای انجلیکن انجیلی در سال‌های اخیر نشان‌دهندهٔ جذابیت این کلیسا برای جوانان و مردان است. این پویایی نشان‌دهندهٔ توانایی کلیسا در پاسخ به نیازهای معاصر و حفظ توازن میان سنت و نوآوری است.